# Fervaal
Fervaal ist eine Oper (Originalbezeichnung: „Action musicale“) oder lyrisches Drama in einem Vorspiel und drei Akten von Vincent d’Indy. Das Libretto, vom Komponisten selbst erstellt, basiert auf der Erzählung Axel des schwedischen Autors Esaias Tegnér. Die Uraufführung fand am 12. März 1897 im Théâtre de la Monnaie in Brüssel statt. Die Oper gilt als bedeutendes Beispiel des Wagnérisme.

## Handlung
Die Handlung spielt im Tal der Cevennen (Frankreich) im 5. Jahrhundert nach Christus zur Zeit der sarazenischen Angriffe auf von Kelten besiedelte Gebiete Frankreichs.

### Vorspiel
Fervaal, Heerführer einer Armee keltischer Krieger, muss die Eroberung des heiligen Berges Cravann durch eine sarazenische Streitmacht verhindern. Dies soll ihm laut dem Orakelspruch des Druiden Arfagard nur gelingen, wenn er einen Eid schwört, jeder Verlockung irdischer Liebe zu widerstehen.

### Erster Akt
Die Verteidigung des heiligen Berges beginnt zu wanken, als Fervaal die sarazenische Prinzessin Guilhen erblickt. Die Sarazenen schlagen die Kelten vernichtend. Fervaal bleibt verwundet auf dem Schlachtfeld liegen. Guilhen, welche sich Hals über Kopf in Fervaal verliebt hat, lässt ihn in die Burg ihres Vaters, des Emirs, bringen und pflegt ihn gesund. Der Druide Arfagard, welcher ebenfalls von den Sarazenen aufgegriffen wurde, erinnert Fervaal an sein Versprechen, der irdischen Liebe zu entsagen. Fervaal sagt sich von Guilhen los und flieht zusammen mit Arfagard aus der Gefangenschaft der Sarazenen.

### Zweiter Akt
Fervaal und Arfagard kehren zum Berg Cravann zurück und beschwören dort die Göttin Kaïto, um sich von ihr Rat zu holen. Der Orakelspruch der Göttin ist ernüchternd:

« Si le Serment est violé, si la Loi antique est brisée,
 si l'Amour règne sur le monde, le cycle d'Esus est fermé.
Seule la Mort, l'injurieuse Mort, appellera la Vie.
 La nouvelle Vie naîtra de la Mort. »

„Wenn der Eid verletzt wird, wenn das alte Gesetz gebrochen wird,
 wenn die Liebe über die Welt herrscht, ist der Kreislauf von Esus geschlossen.
 Nur der Tod, der unheilvolle Tod, wird Leben schaffen.
 Das neue Leben wird aus dem Tod geboren.“

Arfagard versteht im Gegensatz zu Fervaal die Bedeutung der Prophezeiung nicht. Dieser erkennt, dass die Verletzung des Eides seinen Tod zur Folge hat. Arfagard stellt Fervaal den Häuptlingen des Cravann vor. Diese ernennen ihn zu ihrem neuen „Brenn“, zu ihrem Heerführer. Fervaal geht davon aus, dass er als Anführer und damit als Retter seines Landes scheitern wird, glaubt aber, dass er seinen erlösenden Tod im Kampf erreichen kann.

### Dritter Akt
Die Armee der Cravann-Stämme hat in der Schlacht verloren. Fervaal bleibt am Leben, obwohl er den Tod in der Schlacht suchen wollte. Er bittet Arfagard daher, ihn als Opfer zu töten, um seine Pflicht zu erfüllen. Doch in diesem Moment betritt Prinzessin Guilhen die Szene, was Fervaals Liebe neu entfacht und ihn dazu bringt, seine Meinung zu ändern. Im Duell auf Leben oder Tod unterliegt der Druide dem Krieger. Fervaal und Guilhen verlassen das Schlachtfeld und beginnen den heiligen Berg zu erklimmen. Dem aufkommenden strengen Nachtfrost und der Anstrengung des Anstiegs ist Guilhen nicht gewachsen und stirbt Fervaals Armen. Fervaal beklagt den Tod von Guilhen und Arfagard. Der Krieger trägt den Körper seiner Geliebten auf den Gipfel des Berges, da er hofft, dass die Strahlen der Morgensonne Guilhen wiederbeleben könnten.
Im Licht der aufgehenden Sonne fällt der Vorhang.

## Instrumentation
Die Orchesterbesetzung der Oper enthält die folgenden Instrumente:
- Holzbläser: vier Flöten (3.+4. Piccolo), zwei Oboen, Englischhorn, drei Klarinetten (3. Bassklarinette), vier Fagotte, vier Saxophone (Sopran, 2 Alt, Tenor)
- Blechbläser: vier Hörner, vier Trompeten, acht Saxhörner, vier Posaunen, eine Tuba, ein Kornett
- Pauken, Schlagzeug, Becken, Triangel, Tamtam, zwei kleine Gongs
- Zwei Harfen
- Streicher